# Fideo celofán

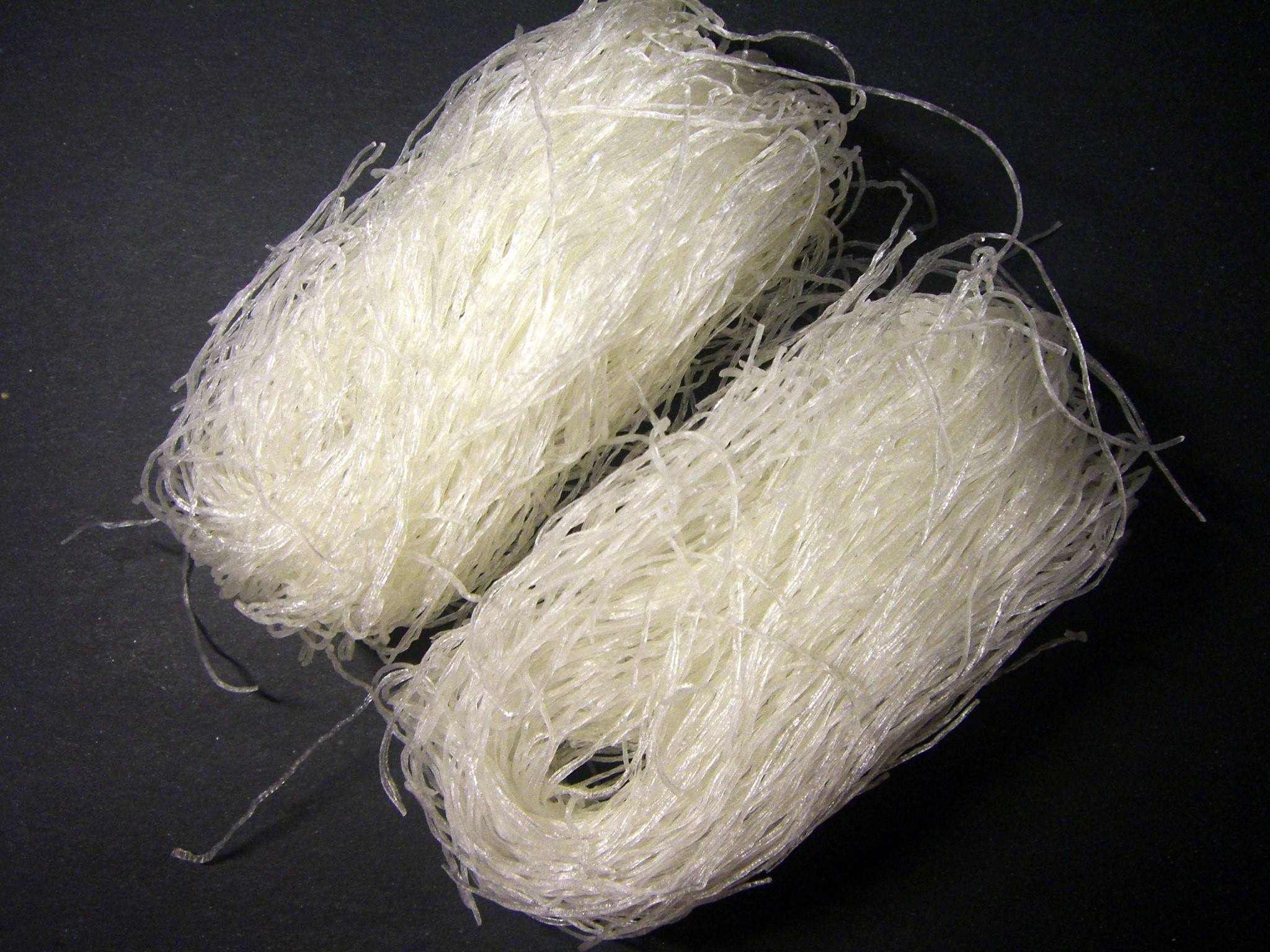
Fideos secos tipo celofán.

Fideo celofán (conocido también como hilo de soja, hilos de fideo de soja o fideos de cristal) son un tipo de tallarín muy típico en Asia elaborado con el almidón del garbanzo verde chino, agua y algunas veces otros ingredientes como el almidón de la patata. El apelativo celofán se emplea a menudo en la industria para referirse a un material adhesivo transparente, que es la única propiedad física que le asemeja a este fideo. Generalmente se venden secos y en forma de "madeja"; cuando se cuecen en agua se reconstituyen, y se emplean entonces en sopa, o en forma de rollito de primavera.
El fideo celofán no debe confundirse con el vermicelli de arroz, que tiene como principal diferencia que está elaborado con arroz y tiene un color blanco en lugar de ser transparente.

## Nombres
En chino se denomina lǜ dòu miàn (绿豆面, "fideo de garbanzo verde" (Vigna radiata)), fěn sī (粉丝, fěn que significa "fideo pálido" y sī que significa "hilo"), o dōng fěn (冬粉, literalmente "fideo blanco de invierno"). Estos fideos se comercializan bajo el nombre de saifun, la pronunciación cantonesa del Mandarín xì fěn (细粉; literalmente "fideo fino"), y las personas que hablan cantonés pueden denominarlo mar divertido (粉丝).
En coreano se les denomina dangmyeon (당면), y en japonés se les llama harusame (春雨).